# زاوية تحت القص
يشكل الفتحة السفلية للصدر؛ من الخلف: الفقرة الصدرية الثانية عشرة، وعلى الجانبين: الضلعان الحادي عشر والثاني عشر، ومن الأمام: غضاريف الضلوع العاشرة والتاسعة والثامنة والسابعة والتي تصعد على أي من الجانبين لتشكل زاوية تحت القص أو الزاوية تحت الضلعية، ومن ثم تصل إلى قمة الناتئ الرهابي.
تزداد هذه الزاوية عند النساء الحوامل لتصل 68-103.